# Юргамышский поссовет
Юргамы́шский поссовет — упразднённое муниципальное образование со статусом городского поселения в составе Юргамышского района Курганской области.
Административный центр — посёлок городского типа (рабочий посёлок) Юргамыш.
В рамках административно-территориального устройства является посёлком городского типа районного подчинения.
С 23 декабря 2021 года Законом Курганской области от 10.12.2021 № 143 муниципальный район был преобразован в муниципальный округ, городское поселение упразднено.

## История
В соответствии с Законом Курганской области от 6 июля 2004 года № 419 образовано городское поселение Юргамышский поссовет.

## Население
| 2004  | 2009  | 2010  | 2011  | 2012  | 2013  | 2014  |
| ----- | ----- | ----- | ----- | ----- | ----- | ----- |
| 9227  | ↘7561 | ↗9163 | ↘7634 | ↗9121 | ↘9055 | ↘9004 |
| 2015  | 2016  | 2017  | 2018  | 2019  | 2020  | 2021  |
| ↘8966 | ↘8926 | ↗8957 | ↗9031 | ↗9085 | ↘8999 | ↘7728 |

## Состав городского поселения
| № | Населённый пункт | Тип населённого пункта                  | Население |
| - | ---------------- | --------------------------------------- | --------- |
| 1 | Ильинка          | деревня                                 | ↘73       |
| 2 | Нива             | посёлок                                 | ↘49       |
| 3 | Новый Мир        | посёлок                                 | ↘1325     |
| 4 | Пермяковка       | деревня                                 | ↘100      |
| 5 | Юргамыш          | рабочий посёлок, административный центр | ↘6465     |